# Perry L. Miles
Perry Lester Miles (* 15. Oktober 1873 in Westerville, Franklin County, Ohio ; † 17. Oktober 1961 in Washington, D.C.) war ein Brigadegeneral der United States Army. Er war unter anderem Kommandeur der 1. Infanteriedivision.

## Leben
Perry Miles war der Sohn des Richters James Alexander Miles (1844–1922) und dessen Frau Mary Esther Longwell (1846–1885). In den Jahren 1892 bis 1895 durchlief er die United States Military Academy in West Point. Nach seiner Graduation wurde er der Infanterie zugeteilt. In der Armee durchlief er anschließend alle Offiziersränge vom Leutnant bis zum Brigadegeneral.
Seine erste Militäreinheit war das 14. Infanterieregiment, das zunächst im Bundesstaat Washington stationiert war. Bei Ausbruch des Spanisch-Amerikanischen Kriegs wurde er mit seiner Einheit auf die Philippinen versetzt. Dort war er an einigen Gefechten beteiligt, wobei er durch seine Tapferkeit auffiel. Im anschließenden Philippinisch-Amerikanischen Krieg war er von 1899 bis zum Dezember 1901 als Quartiermeister mit dem Nachschub für die Truppen befasst. Zu diesem Zweck pendelte er an Bord von Versorgungsschiffen zwischen San Francisco und Manila.
Anschließend diente er wieder im 14. Infanterieregiment in den Vereinigten Staaten und dann wieder auf den Philippinen. Inzwischen kommandierte er als Hauptmann eine Kompanie. Später unterrichtete er am Girard College in Philadelphia das Fach Militärwissenschaft und Taktik. Außerdem studierte er an der University of Pennsylvania ein Semester Jura. Im Jahr 1914 wurde er mit seinem Regiment im Vorfeld der Mexikanischen Expedition an die mexikanische Grenze versetzt.
Im Vorfeld des amerikanischen Eintritts in den Ersten Weltkrieg war er zunächst Inspektor der Wisconsin National Guard und dann Rekrutierungsoffizier in Ohio. Ende 1917 erhielt er den Auftrag in Columbia in South Carolina eine Einheit aus afro-amerikanischen Soldaten aufzustellen und auszubilden. Dabei entstand das 371. Infanterieregiment, das im Frühjahr 1918 unter Miles’ Kommando nach Frankreich zum Kriegseinsatz entsandt wurde und dort französischen Einheiten unterstellt wurde.
Nach dem Krieg kehrte Perry Miles als Oberst in die Vereinigten Staaten zurück, wo er die für höhere Offiziere obligatorischen Schulen wie das Command and General Staff College und das United States Army War College absolvierte. Im weiteren Verlauf der 1920er Jahre tat er an verschiedenen Standorten seinen Militärdienst. Zwischen 1928 und 1932 lehrte er an der University of California, Los Angeles erneut das Fach Militärwissenschaft und Taktik. Im Jahr 1932 wurde er zum Brigadegeneral befördert. Gleichzeitig erhielt er das Kommando über die 16. Infanteriebrigade und den Militärbezirk von Washington D.C. Dieses Kommandos behielt er bis 1936. In dieser Eigenschaft war er mit seinem Regiment im Jahr 1932 an den Vorgängen im Zusammenhang mit dem Regierungsvorgehen gegen die Bonus Army beteiligt. In Zusammenarbeit mit dem damaligen Stabschef des Heeres Douglas MacArthur und anderen herbeigezogenen Militäreinheiten wurden die Demonstranten unter Einsatz von Panzern und Tränengas aus der Stadt vertrieben. Zwischen Oktober 1936 und Oktober 1937 kommandierte Perry Miles die 1. Infanteriedivision. Anschließend ging er in den Ruhestand, den er in Staunton in Virginia verbrachte.
Während des Zweiten Weltkriegs gehörte er mehreren lokalen Organisationen wie zum Beispiel dem Shenandoah Valley Verteidigungsausschuss, dem Staunton und Augusta County Kriegsfinanzierungsausschuss und dem Staunton Salvage Committee an. Außerdem verfasste er seine Memoiren, die unter dem Titel Fallen Leaves herausgebracht wurden. Der mit Mary Latta Stott (1878–1949) verheiratete Offizier starb am 17. Oktober 1961 in Washington D.C. und wurde auf dem Nationalfriedhof Arlington beigesetzt.

## Orden und Auszeichnungen
Perry Miles erhielt im Lauf seiner militärischen Laufbahn unter anderem folgende Auszeichnungen:
- Distinguished Service Cross
- Army Distinguished Service Medal
- Silver Star
- Purple Heart